# Maximià de Constantinoble
Maximià (en llatí: Maximianus, en grec antic: Μαξιμινιανός) va ser patriarca de Constantinoble des del 25 d'octubre de l'any 431 fins a la seva mort, el 12 d'abril de 434.
Havia nascut a Roma en una família rica, i va entrar de jove en un monestir i després va anar a Constantinoble on Sisini I el va ordenar prevere. Les decisions preses al Concili d'Efes que van condemnar Nestori, antic patriarca de Constantinoble, van crear gran confusió a l'església. Els nestorians eren nombrosos, però els clergues van acceptar les conclusions del Concili. Hi havia un sector de l'església que volia nomenar Procle com a patriarca, i l'emperador va convocar un sínode que va elegir Maximià. El nomenament va ser notificat de forma immediata al Papa Celestí I, que la va aprovar.
L'Església Ortodoxa Oriental honora Maximià el dia 21 d'abril.